# Robert Bush
Pour les articles homonymes, voir Bush.
Robert Bush, né le 13 mars 1990 à San José, est un coureur cycliste américain.

## Biographie
En 2010, lorsqu'il court avec l'équipe Kenda-Gear Grinder il termine notamment 2e et 4e d'étapes du Tour du Guatemala. 
En 2011, il est recruté par l'équipe Chipotle Development, réserve de l'équipe Garmin-Cervélo. Durant cette année, il remporte la 5e étape du Tour de Beauce et la 4e étape de la Cascade Cycling Classic et il termine 3e et 5e d'étapes de la Tropicale Amissa Bongo, 2e d'étape de la Vuelta a la Independencia Nacional et 4e et 7e d'étape au Tour du Portugal.
En 2012, il devient champion des États-Unis sur route espoirs et il termine 4e de Paris-Roubaix espoirs et 5e d'étape à la Rutas de América.
Il est recruté pour la saison 2013 par l'équipe française La Pomme Marseille.

## Palmarès
- 2011
  -  Champion des États-Unis du critérium espoirs
  - 5e étape du Tour de Beauce
  - 4e étape de la Cascade Cycling Classic
- 2012
  -  Champion des États-Unis sur route espoirs